# STS-72
STS-72 foi uma missão do programa do ônibus espacial realizada pela tripulação da nave Endeavour entre os dias 11 de Janeiro e 20 de Janeiro de 1996.
O principal objetivo da missão, cumprido com sucesso, foi capturar em órbita e trazer de volta à Terra uma sonda japonesa de pesquisas em microgravidade conhecida como Unidade Voadora Espacial.

## Tripulação
| Posição                  | Astronauta    |
| ------------------------ | ------------- |
| Comandante               | Brian Duffy   |
| Piloto                   | Brent Jett    |
| Especialista de missão 1 | Leroy Chiao   |
| Especialista de missão 2 | Daniel Barry  |
| Especialista de missão 3 | Winston Scott |
| Especialista de missão 4 | Koichi Wakata |

## Caminhadas Espaciais
| Missão      | Astronautas              | Começo                     | Fim                        | Duração  | Tarefa |
| ----------- | ------------------------ | -------------------------- | -------------------------- | -------- | ------ |
| STS-72 EVA1 | Leroy Chiao Daniel Barry | 15 de janeiro (05:35 UTC)  | 15 de janeiro (11:44 UTC)  | 6h 09min |        |
| STS-72 EVA2 | Leroy Chiao Daniel Barry | 17 de janeiro, (05:40 UTC) | 17 de janeiro, (12:34 UTC) | 6h 54min |        |

## Ligações Externas
- Sumário da Missão